# سد کاروچی
سد کاروچی (به اسپانیایی: Represa de Caruachi) یک نیروگاه برقابی و سد در ونزوئلا است که در ایالت بولیوار واقع شده‌است.